# Iacob mincinosul (film din 1974)
Iacob mincinosul (Jakob der Lügner) este o coproducție din 1974 a studiourilor DEFA din Berlin în colaborare cu Studioul Barrandov din Praga în regia lui Frank Beyer. Filmul este ecranizarea romanului cu același nume scris de Jurek Becker.

## Conținut
Filmul începe cu istoria expusă de un evreu care a supraviețuit unui ghetou din Polonia. Naratorul își face reproșuri, deoarece n-a opus nici o rezistență celor care-l chinuiau. El povestește din amintire, întâmplările din ultimele două săptămâni înainte de desființarea lagărului. Istoria din film este povestea vieții lui Jakob Heym, născut în 1921, ea fiind povestită în 1967. Povestitorul nu înțelege de ce Herschel Schtamm și-a riscat viața, numai ca să transmită celorlalți deținuți că "vin rușii". Naratorul umple golurile din memorie cu povestiri din fantazia lui. Din istoria lui se poate înțelege că el ar fi fost căsătorit, soția lui fiind împușcată sub un copac, cu toate că se știe că în lagăre nu existau copaci.

## Distribuție
- Vlastimil Brodský – Jakob Heym
- Erwin Geschonneck – Kowalski
- Manuela Simon – Lina
- Henry Hübchen – Mișa
- Blanche Kommerell – Rosa Frankfurter
- Dezső Garas – Domnul Frankfurter
- Zsuzsa Gordon – Doamna Frankfurter
- Friedrich Richter – Prof. Kirschbaum
- Margit Bara – Josefa
- Reimar J. Baur – Herschel Schtamm
- Armin Mueller-Stahl – Roman Schtamm
- Hermann Beyer – Comandantul gărzii
- Klaus Brasch – Najdorf
- Jürgen Hilbrecht – Schwocj
- Paul Lewitt – Horowitz
- Edwin Marian – Abraham
- Hans-Peter Reinecke – Soldatul din fața latrinei
- Helmut Schellhardt – un lucrător feroviar
- Peter Sturm – Schmidt
- Erich Petraschk – Chaim Balabusne
- Fred Ludwig – Awron Minsch
- Wilfried Zander – Vizitiul cu sanie
- Gabriele Gysi – Larissa